# 杉田浩光
杉田 浩光（すぎた ひろみつ、1968年1月22日 - ）は、日本のテレビプロデューサー。三重県出身。

## 経歴
1994年、テレビマンユニオン参加。以降TBS『世界ふしぎ発見！』、MBS『情熱大陸』などのプロデューサーを経て、情報エンターテインメント、ドラマ、ドキュメンタリー番組などジャンルを問わず、プロデュースにかかわる。
2010年、テレビマンユニオン取締役に就任。現在、同、代表取締役副社長

## 主な番組・受賞歴

### テレビ番組
- 1998年　
  - TBS『神々の指紋スペシャル』プロデューサー　
    - 第40回ニューヨークフェスティバル　テレビ番組ドキュメンタリー ヒストリー＆ソサイエティ部門銀賞
- 1998年　
  - ネイチャードキュメンタリーTBS『神々の詩』プロデューサー　
    - 『奥アマゾン 残された命の楽園』平成11年度科学放送賞高柳記念奨励賞
- 1999年
  - 情報エンタテインメントテレビ朝日『ターニングポイント』プロデューサー
- 2000年
  - アートバラエティ 日本テレビ『アートの遺伝子Z』プロデューサー
    - 第18回ATP賞2001 情報・バラエティ部門優秀賞
- 2001年
  - 日本テレビ『時空警察』Part1〜5プロデューサー
    - 第20回ATP賞　優秀賞
    - 第53回コロンバス国際フィルム＆ビデオ フェスティバル優秀作品賞（Part5）
- 2004年　
  - テレビ朝日・ABC『永遠の恋物語』（主演：秋山菜津子・寺島進）プロデューサー　
    - 第4回『阿部定と吉蔵』第41回ギャラクシー賞テレビ部門選奨
- 2006年〜2011年　
  - テレビ東京『怨み屋本舗』シリーズ　プロデューサー
- 2008年　
  - 日本テレビ『トンスラ (小説)』（主演：吉高由里子）プロデューサー
- 2009年　
  - 日本テレビ・讀賣テレビ『傍聴マニア09〜裁判長!ここは懲役4年でどうすか〜』（主演：向井理）プロデューサー
- 2010年〜　
  - 日本テレビ『心ゆさぶれ!先輩ROCK YOU』プロデューサー
- 2011年　
  - テレビ東京　連続ドラマ『URAKARA』（主演：KARA）プロデューサー
- 2012年　
  - NHK－BSプレミアム『開拓者たち』全4回（主演：満島ひかり）プロデューサー ・第29回ATP賞テレビグランプリ2012　総務大臣賞 ・第49回ギャラクシー賞　テレビ部門　奨励賞
- 2013年　
  - NHKスペシャルドラマ『ラジオ』（主演：刈谷友衣子）　プロデューサー
    - 第50回ギャラクシー賞　テレビ部門入賞
    - 国際エミー賞 テレビ映画部門ノミネート
    - アジア・テレビ祭単発ドラマ部門ノミネート
    - ワールドメディアフェスティバルエンターテインメントその他部門金賞（ドイツ）
    - 平成25年度文化庁芸術祭テレビドラマ部門大賞
    - 国際ドラマフェスティバル in TOKYO 2013（東京ドラマアウォード2013） 単発ドラマ部門優秀賞

  - BSフジ『美しき酒呑みたち』（出演：新井浩文）　プロデューサー
- 2018年
  - カンテレ『新説!所JAPAN』プロデューサー
- 2019年　
  - NHK/BS1『リセット 〜あの日、人生を変えた〜』（出演：満島ひかり／語り：松重豊） プロデューサー
- 2021年〜
  - Y T V／日本テレビ『遠くへ行きたい』チーフプロデューサー
- 2022年
  - ＷＯＷＯＷオリジナルドラマ『前科者』プロデューサー
- 2025年
  - ＮＨＫ「ワタシだけの革命史」菅田将暉 プロデューサー
  - ＮＨＫドラマ「水平線のうた」阿部寛・白鳥玉季ほか　プロデューサー

### 配信
- 2023年
  - amazon Prime Video「ラブトランジット　シーズン１」エグゼクティブ・プロデューサー
- 2024年
  - amazon Prime Video「ラブトランジット　シーズン２」エグゼクティブ・プロデューサー

### 映画
- 1992年 
  - 長編文化映画『幻の御師』プロデューサー　文部省選定
- 1993年 
  - 映画『能面と美神たち』プロデューサー　文部省選定・文化庁助成事業文化映画
- 2005年　
  - 映画『TAKI183』プロデューサー
  - 映画『スクールデイズ』プロデューサー　文化庁助成事業映画
- 2012年　
  - 映画『その夜の侍』エグゼクティブプロデューサー　　文化庁助成事業映画
- 2016年
  - 映画『二重生活』プロデューサー ・第14回ウラジオストク国際映画祭（最優秀監督賞・主演女優賞 受賞） ・第24回ロンドン・レインダンス映画祭 コンペティション部門 監督賞・主演女優賞選出 ・第23回ミンスク国際映画祭（ベラルーシ）FEATURE FILM COMPETITION "YOUTH ON THE MARCH"コンペティション部門正式出品　 ・第16回ニューヨーク・アジア映画祭 審査員特別賞受賞 ・映画『葛城事件』製作
- 2017年
  - 映画『あゝ、荒野』プロデューサー
  - アジアン・フィルム・アワード（マカオ）　助演男優賞（ヤン・イクチュン）
  - デジタル・コンテンツ・オブ・ジ・イヤー’１７／第２３回ＡＭＤアワード　ＡＭＤ理事長賞
  - 菅田将暉　平成２９年度（第６８回）芸術選奨映画部門新人賞（映画『あゝ、荒野』ほかの演技に対して）
  - 第４１回日本アカデミー賞　最優秀主演男優賞（菅田将暉「あゝ、荒野　前篇」）
  - ２０１７年日本映画ペンクラブ会員選出映画　日本映画部門第1位（作品、岸善幸監督）
  - 第９１回キネマ旬報ベスト・テン、日本映画ベスト・テン第３位、主演男優賞（菅田将暉）、助演男優賞（ヤン・イクチュン）、 読者選出 日本映画監督賞（岸善幸）、読者ベスト・テン（日本映画）第１位
  - 第６０回ブルーリボン賞　作品賞、助演男優賞（ユースケ・サンタマリア）
  - 第７２回毎日映画コンクール　日本映画優秀賞、男優主演賞（菅田将暉）
  - 第３０回日刊スポーツ映画大賞　作品賞（岸善幸監督）、主演男優賞（菅田将暉）
  - 第４２回報知映画賞　作品賞・邦画（岸善幸監督）、主演男優賞（菅田将暉）
  - 第２２回釜山国際映画祭　「アジア映画の窓」部門正式出品、「キム・ジソク賞」ノミネート
- 2021年
  - ドキュメンタリー映画『過去はいつも新しく、未来はつねに懐かしい 写真家 森山大道』プロデューサー
  - ドキュメンタリー映画『パンケーキを毒見する』プロデューサー
  - 映画『ひらいて』プロデューサー
- 2022年
  - 映画『前科者』プロデューサー
- ２０２３年
  - 映画『妖怪の孫』プロデューサー
  - 映画『波紋』企画・プロデューサー
  - 映画『正欲』プロデューサー
- ２０２４年
  - 映画『サンセット・サンライズ』エクゼクティブ・プロデューサー